# 2578 Saint-Exupery
2578 Saint-Exupery је астероид главног астероидног појаса са средњом удаљеношћу од Сунца која износи 3 астрономских јединица (АЈ).
Апсолутна магнитуда астероида је 11,4.